# 宰桐部隊
宰桐部隊（韓語：자이툰 부대），正式名稱為伊拉克和平重建師（：／），是大韓民國陸軍於2004年9月至2008年12月間，派遣至伊拉克北部庫德斯坦地區的分遣部隊，主要負責在伊拉克戰爭中執行維和警備及地方重建等任務。

## 創建
韓國向伊拉克派遣軍事單位起始於2003年4月，當時派出的人數約為600人，包含了第320醫療支援團「濟馬部隊」（제320의료지원단 '제마부대'）以及第1100建設工兵支援團「徐熙部隊」（제1100건설공병지원단 '서희부대'），主要駐在伊拉克南部。而後因應美國於2003年9月4日向韓國提出增派人員的要求，組成了和平重建師，隊名「宰桐」為阿拉伯語單字（Zaytun，意為橄欖）的音譯。2004年9月起增派了2,200名官兵（大部分為工兵單位）進駐庫德斯坦地區的阿爾貝拉市，並與伊拉克南部北上的先遣支援團會合，人數達到2,800人。同年11月，又調了800人前往伊拉克增援阿爾貝拉的韓國部隊，於是韓國駐伊人數增至3,600人。

## 下轄單位
- 第11重建旅
  - 第111重建營
  - 第112重建營
- 第12重建旅
  - 第121重建營
  - 第122重建營
- 第320醫療支援團「濟馬部隊」
- 第1100建設工兵支援團「徐熙部隊」
- 陸軍特戰司令部（2個營）
- 陸軍特攻隊（朝鲜语：대한민국 특공대）（1個營）
- 海軍陸戰隊（2個連）

## 重大事件

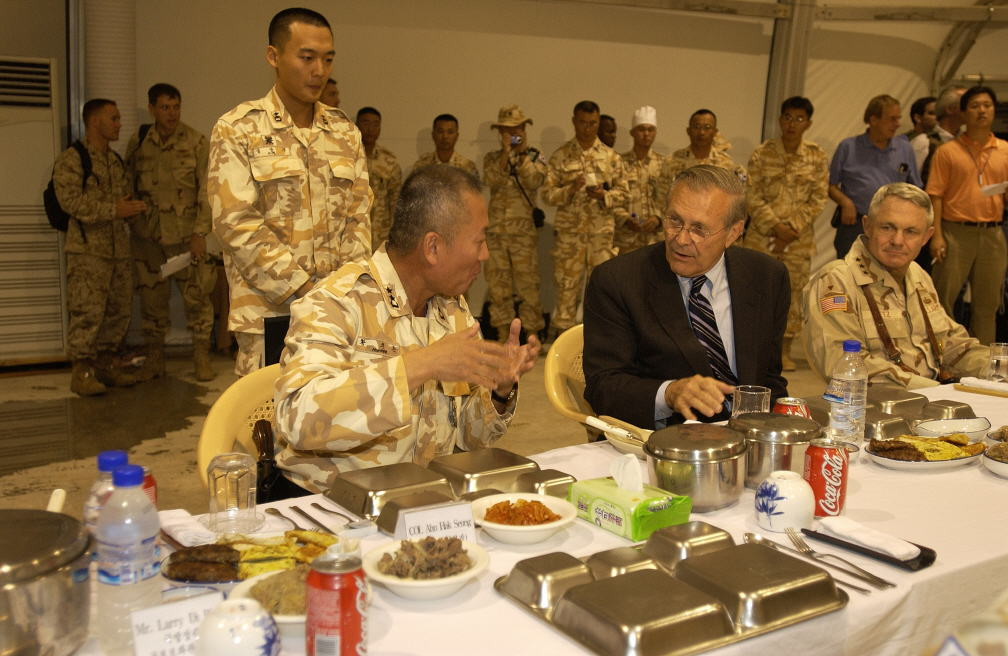
2004年10月訪問阿爾貝拉韓軍基地的前美國國防部長唐纳德·倫斯斐與宰桐部隊指揮官黃義敦 (將領)少將交談

在宰桐部隊赴伊之前，2004年6月發生了韓國公民金鮮一在伊拉克遭到綁架及斬首的事件，在韓國政界、民間引發了針對政府派兵的強烈反彈聲浪，甚至街頭集會和反美遊行。
2004年10月10日，某穆斯林團體在阿拉伯語網站上傳影片，威脅宰桐部隊若是不在2週內撤離，就將使韓國「蒙受苦難」。該警告影片中亦概述了韓國駐伊人員將如何被逐一攻擊，其在韓國國內的家人亦將被當成目標。在該影片發布一週前，艾曼·扎瓦希里已將韓國列為美國盟友名單中，一個應被志願者鎖定的國家。事後，韓國大使館接獲外交通商部長潘基文的指示，加強保安措施。
前美國國防部長唐纳德·倫斯斐曾於2004年10月10日訪問韓國宰桐部隊。同年12月8日，韓國總統盧武鉉於結束巴黎的訪問後，於回國途中亦閃電造訪了伊拉克北部的宰桐部隊基地。2005年時，韓軍派伊人數已僅次於美軍和英軍，排第三。
2006年早期，1,300名官兵因韓國國會在2005年12月通過的投票（贊成:反對為10:3，一人棄權）而撤離伊拉克。之後又於2007年撤走了1,200人，並暫定於2008年早期，即派兵令期滿之時，將宰桐部隊全數撤離。然而總統盧武鉉於2007年10月23日表示撤軍日將再推遲一年，但駐軍規模將精簡至600人。該項決定使更改後的撤離日期距韓國大選僅數週，而普遍不受輿論歡迎的派兵計劃正好是該屆大選中的重要議題之一。
2007年12月時，韓國軍駐伊人數為933人，在2008年10月時減少至520人。在該年10月29日的一次例行簡報中，韓國國防部發言人元泰載（원태재）表示「駐伊拉克阿爾貝拉的宰桐部隊將於12月上旬開始撤出，原先任務移交當地美軍執行，在2008年12月20日之前全數撤離」。12月1日時在伊拉克的最後一批韓國人員舉行了告別儀式。

## 其他細節
宰桐部隊的駐伊單位提供醫療服務和道路、電力供應線、學校校舍其他公共建設的修繕。在部隊出發前，韓國軍方於5月安排部分士兵至漢城（今首爾）漢南洞的清真寺參加活動，以對伊拉克當地的伊斯蘭教增加了解，之後37名隊員於5月28日成為教徒。在駐伊期間韓軍僅一名官兵死亡，發生於2007年5月19日，一名吳姓中尉在陣地內舉槍自盡。

## 相关武装组织
- 多國部隊
- 大韓民國國軍
- 泰曼部隊（朝鲜语：다이만 부대）
- 茶山部隊（朝鲜语：다산 부대）
- 東醫部隊（朝鲜语：동의 부대）

## 外部連結
- Zaytun Division official website
- Zaytun Division official website[永久]（英文）
- Zaytun Division (for peace and reconstruction in Iraq) Part 1 - (youtube.com)（页面存档备份，存于）
- Zaytun Division (for peace and reconstruction in Iraq) Part 2 - (youtube.com)（页面存档备份，存于）